# Martin Schalling le jeune
Martin Schalling le Jeune est un théologien luthérien allemand et poète né à Strasbourg le 21 avril 1532 et mort le 29 décembre 1608 à Nuremberg.

## Biographie
Il est le fils de Martin Schalling l'ancien, lui aussi théologien luthérien et réformateur. Après des études commencées à Wittenberg en 1550, où il devient l'un des élèves préférés de Melanchthon, Martin obtient sa maîtrise en 1554. Il est alors nommé diacre à Ratisbonne, en Bavière, mais entre rapidement en conflit avec Nicolaus Gallus, un autre réformateur et est contraint de partir pour Amberg, toujours en Bavière. Voulant instaurer la réforme calviniste sur ses terres, Frédéric III du Palatinat demande à Caspar Olevian de l'y aider et Martin Schalling se sent offensé de voir le luthéranisme ainsi maltraité et se réfugie dans la ville voisine de Vilseck. Il part pour Nuremberg en 1585 pour y occuper le poste de pasteur jusqu'à sa mort.
Son cantique le plus célèbre « Herzlich lieb hab ich dich, o Herr » (Je t'ai aimé de tout cœur, ô Seigneur) est repris par plusieurs compositeurs : Dietrich Buxtehude dans sa cantate, BuxWV 41 ; Heinrich Schütz dans son en son Geistlichen Chormusik et Johann Sebastian Bach dans ses cantates BWV 149 et 174 ainsi que dans le choral final de sa Passion selon saint Jean, BWV 245.